# مطباخ متعدد

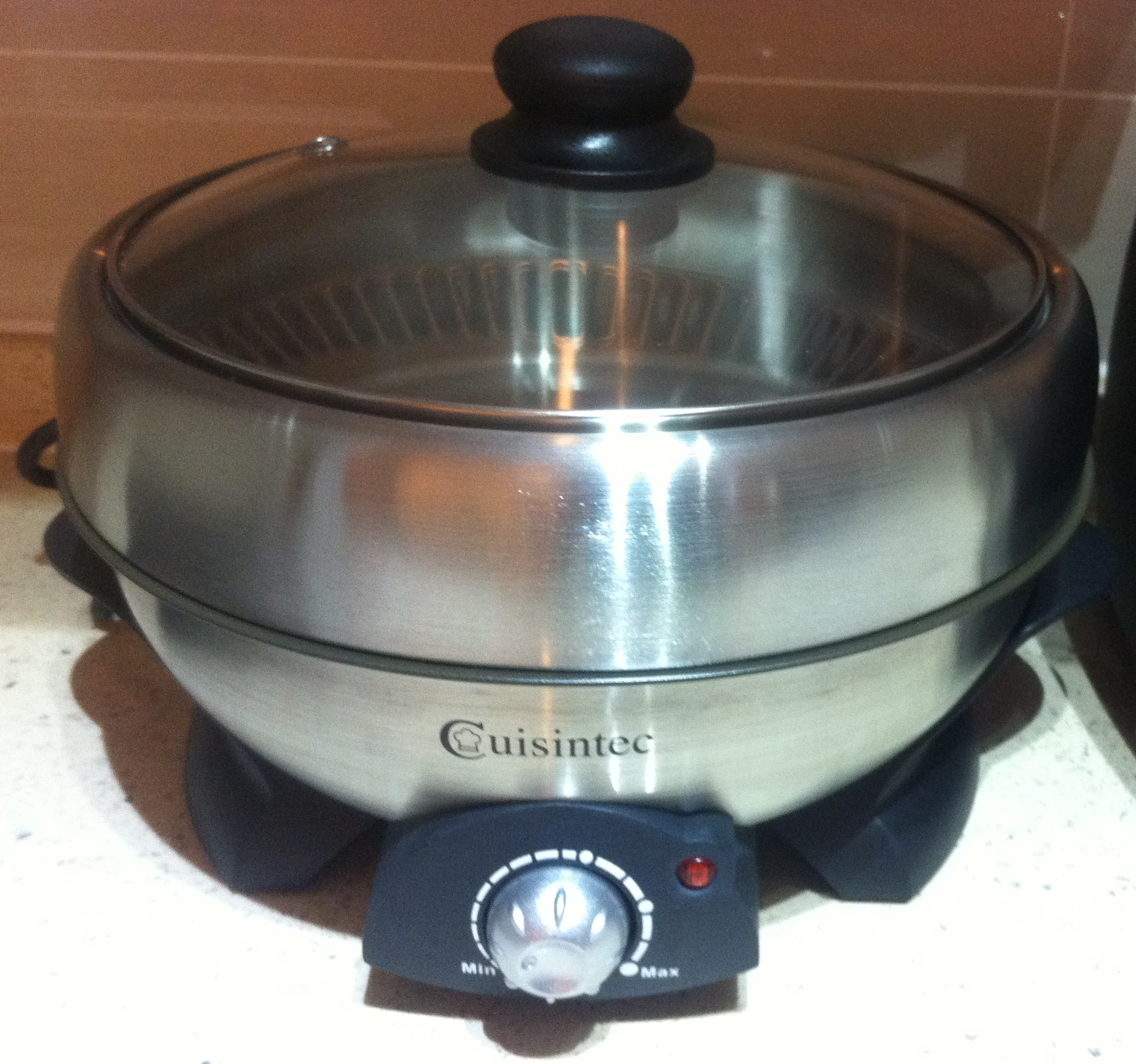
مطباخ متعدد الوظائف

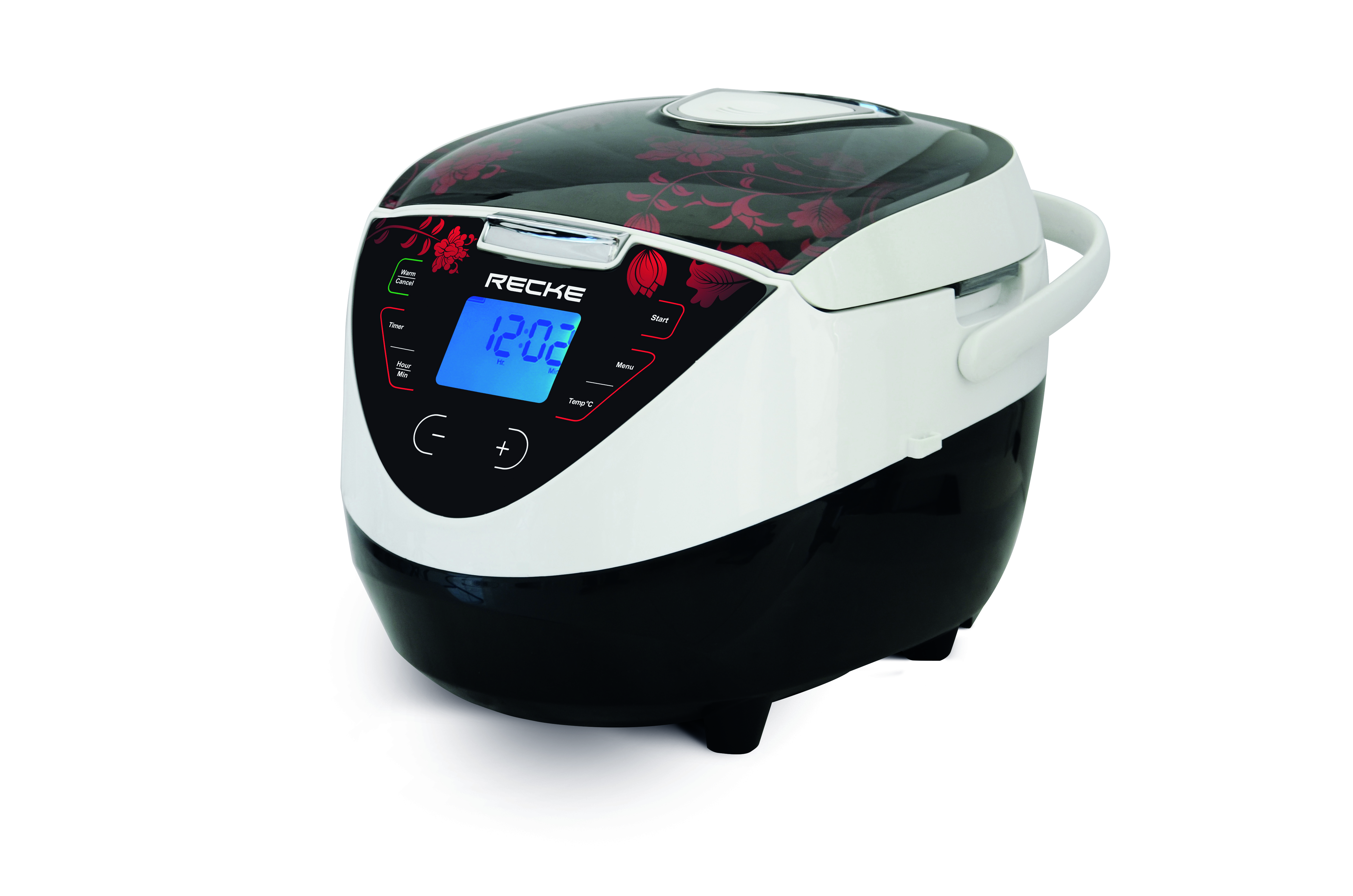
مطباخ آلي

المِطباخ المتعدد أو الطبَّاخ المتعدد هو جهاز مطبخ كهربائي للطهي الآلي باستخدام مؤقت. يمكن للمطباخ المتعدد النموذجي أن يغلي ويطهى على نار هادئة وأن يخبز أو يقلي أو يقلي قليًا عميقًا أو يشوي أو يحمص يخنن أو يبخر أو يحمّر الطعام.
يُشغل الجهاز عن طريق وضع المكونات بالداخل واختيار البرنامج المناسب، وترك المطباخ ليطو وفقًا للبرنامج وعادةً دون الحاجة إلى تدخل المستخدم. تحوي بعض المطباخات المتعددة منظم حرارة عَدول (قابل التعديل).
بالإضافة إلى برامج الطهي قد يكون للمطباخ وظائف للحفاظ على دفء الطعام أو إعادة تسخينه أو طهيه في وقت لاحق. يمكن أن تعمل بعض أجهزة الطهي متعددة الطهي أيضًا عمل أجهزة طهي بطيئة.